# Cobasi
A Cobasi (Comércio de Produtos Básicos e Industrializados) é uma rede varejista do ramo pet brasileira. Atualmente, a pet shop brasileira. possui mais de 240 lojas em 20 estados e no Distrito Federal.
Nas unidades, por meio da Pet Anjo, adquirida em 2021, a marca oferece a intermediação de serviços, como banho e tosa e veterinário. A iniciativa social da marca, Cobasi Cuida, dedicado à causa animal com foco em adoção, atua há 25 anos.

## História
Fundada em 1985 no estado de São Paulo, surgiu como uma agropecuária, em 1996 voltou suas atividades ao mercado pet, com a melhoria da economia brasileira ocorrida na época. O nome significa Comércio de Produtos Básicos e Industriais, resquício de sua antiga atividade-fim. A primeira loja surgiu após a venda da antiga rede varejista paulista Bazar 13, da família dos fundadores, ao Grupo Pão de Açúcar, em 1983. A segunda loja foi aberta em 1998, e em 2019 possuía 79 lojas em sete estados, permanecendo até então uma empresa familiar.
Em 2019, teve faturamento de R$ 1 bilhão e R$1,5 bilhões em 2020. Em 2021, recebeu um aporte de R$300 milhões da Kinea.

## Prêmios[8]
- Melhor Pet Shop de São Paulo Instituto Data Folha, Revista SP (2015, 2016, 2017, 2018, 2019)
- Prêmio Ebit – Pet Shop Mais Queridas da Internet (2018 e 2019)
- Pet Shop mais amada de São Paulo – Revista Veja SP (2018, 2019)
- Top of Mind -Tribuna de Ribeirão Preto (2017 e 2019)
- Destaque Varejo Pet – Associação Comercial São Paulo Distrito Oeste (2017)
- Melhor Pet Shop - Correio Popular de Campinas (2015)
- Melhor Pet Shop de São Paulo pela Revista Época (2009, 2010, 2011, 2012, 2013, 2014)
- Melhor layout de loja pelo Retail Design Institute (2012, 2013)

## Controvérsias
Durante as enchentes no estado do Rio Grande do Sul, a empresa teria deixado 38 animais dentro de uma das unidades da empresa, causando a morte de todos eles. A empresa também teria resgatado computadores em vez de resgatar os animais da loja.